# Берхино
Берхино — деревня в городском округе Луховицы Московской области России, до 2017 года входила в состав сельского поселения Астаповское.
Расположена на берегу реки Осётр, неподалёку от другой, более крупной реки, Оки.
До 2004 года входила в Городнянский сельский округ.

## Население
| 2002 | 2006 | 2010 |
| ---- | ---- | ---- |
| 15   | ↘9   | ↘7   |

## Транспорт
Имеется регулярное пассажирское автотранспортное сообщение с районным центром — городом Луховицы.